# NGC 1079
NGC 1079 is een elliptisch sterrenstelsel in het sterrenbeeld Oven. Het hemelobject werd op 14 november 1835 ontdekt door de Britse astronoom John Herschel.

## Synoniemen
- PGC 10330
- ESO 416-13
- MCG -5-7-17
- IRAS02415-2913